# رافاييل مورينو
رافاييل مورينو هو لاعب كرة قاعدة برازيلي، ولد في 11 فبراير 1995 في ساو باولو في البرازيل.

## وصلات خارجية
- رافاييل مورينو على موقعبيزبول رفرنس.كوم (الدوري الثانوي) (الإنجليزية)